# El Salse
El Salse (en valenciano El Salze, «el sauce»), es una pedanía de Benejama, en el Alto Vinalopó (provincia de Alicante, España). Su población censada en 2009 era de 19 habitantes (INE). Se encuentra en la margen derecha del río Vinalopó, junto al antiguo trazado del ferrocarril VAY, actualmente convertido en la Vía Verde del Chicharra.

## Historia
Antiguamente tuvo escuela, varias tiendas e incluso una incipiente industria alfarera, que desaparecieron con la pérdida de población: si en 1970 tenía 93 habitantes, éstos eran 15 en 2003 y 19 en 2009. Este fenómeno se debió al éxodo rural, que convirtió a la mayoría de las viviendas en segundas residencias. Cuenta, no obstante, con alcaldía pedánea. 

## Patrimonio
Ermita de San Vicente Ferrer (Ermita de Sant Vicent Ferrer): construida entre 1854 y 1855 según la inscripción que se conserva en la fachada. Contiene frescos de finales del siglo XIX y fue restaurada alrededor de 2008.

## Fiestas
El lunes de la segunda semana de Pascua se celebran las fiestas en honor de San Vicente Ferrer.